# Ivone Gebara
Ivone Gebara (São Paulo, 1944) es una religiosa católica, filósofa y teóloga feminista de Brasil.

## Biografía
De ascendencia siriolibanesa, ingresó en la orden de las Hermanas de Nuestro Señor, canónigas regulares de san Agustín en 1967, a los 22 años,  después de graduarse en filosofía. Obtuvo el doctorado en filosofía con una tesis sobre Paul Ricoeur en la Pontificia Universidad Católica de São Paulo.
Exponente de la teología de la liberación, trabajó desde la perspectiva de la liberación de los pobres. Fue profesora durante casi 17 años en el Instituto Teológico do Recife (ITER), fundado por Hélder Câmara, hasta que la institución fue cerrada en 1989, por decisión de la Santa Sede, cuando Dom Hélder se jubiló. Desde entonces dedica su tiempo a escribir y a dar cursos y conferencias en diversos países del mundo, sobre hermenéuticas feministas, nuevas referencias éticas y antropológicas y los fundamentos filosóficos y teológicos del discurso religioso. Vive desde 1973 en el Nordeste de Brasil y actualmente reside en un barrio pobre de Camaragibe, a 25 km de Recife.
En los años 90, Ivone Gebara fue sancionada por su congregación con un tiempo de silencio, por haber apoyado el aborto y hablar de temas relativos a la mujer y a la teología desde una perspectiva feminista siéndole impuesto el "silencio obsequioso", la misma pena que en 1985 fue impuesta al entonces franciscano Leonardo Boff, también ligado a la teología de la liberación. Vivió fuera del Brasil durante los dos años de silencio forzado a que fue condenada. Durante ese período obtuvo su segundo doctorado, en Ciencias de la Religión, en Universidad Católica de Lovaina, en Bélgica, y escribió el libro Rompendo o silêncio: uma fenomenologia feminista do mal.

### Pensamiento
Ivone Gebara valora la teología de la liberación porque recuperó la opción preferencial por los pobres, impulsó una espiritualidad que enfrenta las diferentes opresiones que sufren pueblos e individuos y mostró la relación indisoluble entre adherir a Jesús y luchar contra las injusticias sociales. Sin embargo critica a la teología de la liberación por su antropocentrismo y por no haber logrado desprenderse del enfoque androcéntrico tradicional. Propone entonces una epistemología diferente, ecofeminista, que desde la experiencia vivida trata de abrir las percepciones a los aspectos que siempre quedaron fuera de la epistemología patriarcal y de la ciencia oficialmente aceptada y que ella enfoca desde la perspectiva de la fenomenología.

## Principales obras publicadas
Ivone Gebara es autora de más de treinta libros y de numerosos artículos, publicados em portugués, español, francés, inglés y alemán. Entre sus obras, se destacan:
- María, mujer profética: ensayo teológico a partir de la mujer y de América Latina, Ediciones Paulinas (1988)
- Levanta-te e anda: alguns aspectos da caminhada da mulher na América Latina, Edições Paulinas, (1989). En español Levántate y anda: algunos aspectos del caminar de la mujer en América Latina, Ediciones Dabar.
- Poder e não-poder das mulheres, Edições Paulinas (1991)
- Trindade: palavra sobre coisas velhas e novas. Uma perspectiva ecofeminista (1994)
- Teologia ecofeminista. Ensaio para repensar o Conhecimento e a Religião, Doble clic Soluciones Editoriales (1998) En español: Intuiciones ecofeministas: ensayo para repensar el conocimiento y la religión, Editorial Trotta.
- Mujeres sanando la tierra: ecología, feminismo y religión, según mujeres del Tercer Mundo (con Rosemary Radford Ruether), Sello Azul (1999)
- Rompendo o silêncio. Uma fenomenologia feminista do Mal, Editora Vozes (2000). En español El rostro oculto del mal: una teología desde la experiencia de las mujeres, Celesa.
- A Mobilidade da Senzala Feminina. Mulheres Nordestinas, Vida Melhor e Feminismo (2000)
- La sed de sentido. Búsquedas ecofeministas en prosa poética (2002)
- Mary, Mother of God, Mother of the Poor (con Maria Clara Bingemer), Wipf & Stock Publishers (2004)
- As águas do meu poço. Reflexões sobre experiências de liberdade (2005)
- O que é Teologia (2006)
- O que é Teologia Feminista (2007)
- O que é Cristianismo (2008)
- Compartilhar os pães e os peixes. O cristianismo, a teologia e teologia feminista (2008)
- Vulnerabilidade, Justiça e e Feminismos - Antologia de Textos Archivado el 1 de febrero de 2012 en Wayback Machine. (2010)
- Terra - Eco Sagrado (Teologia da Libertação e Educação Popular) (com Arno Kayser)